# العلاقات الجامايكية الليختنشتانية
العلاقات الجامايكية الليختنشتانية هي العلاقات الثنائية التي تجمع بين جامايكا وليختنشتاين.

## مقارنة بين البلدين
هذه مقارنة عامة ومرجعية للدولتين:
| وجه المقارنة                                              | جامايكا       | ليختنشتاين                                 |
| --------------------------------------------------------- | ------------- | ------------------------------------------ |
| المساحة (كم2)                                             | 10.99 ألف     | 16                                         |
| عدد السكان (نسمة)                                         | 2.95 مليون    | 37.47 ألف                                  |
| الكثافة السكانية (ن./كم²)                                 | 268.43        | 234.19 ألف                                 |
| العاصمة                                                   | كينغستون      | فادوتس                                     |
| اللغة الرسمية                                             | لغة إنجليزية  | اللغة الألمانية                            |
| العملة                                                    | دولار جامايكي | فرنك سويسري                                |
| الناتج المحلي الإجمالي (بليون دولار)                      | 14.77 مليار   | 6.29 مليار                                 |
| الناتج المحلي الإجمالي (تعادل القوة الشرائية) بليون دولار | 24.79 مليار   |                                            |
| الناتج المحلي الإجمالي الاسمي للفرد دولار أمريكي          | 5.23 ألف      |                                            |
| الناتج المحلي الإجمالي للفرد دولار أمريكي                 | 8.88 ألف      |                                            |
| مؤشر التنمية البشرية                                      | 0.719         | 0.908                                      |
| رمز المكالمات الدولي                                      | +1876         | +423                                       |
| رمز الإنترنت                                              | .jm           | .li                                        |
| المنطقة الزمنية                                           | 00            | توقيت وسط أوروبا، ت ع م+01:00، ت ع م+02:00 |

## منظمات دولية مشتركة
يشترك البلدان في عضوية مجموعة من المنظمات الدولية، منها:
| علم المنظمة | اسم المنظمة                   | تاريخ انضمام جامايكا | تاريخ انضمام ليختنشتاين |
| ----------- | ----------------------------- | -------------------- | ----------------------- |
|             | الاتحاد البريدي العالمي       | ?                    | ?                       |
|             | الاتحاد الدولي للاتصالات      | 18 فبراير 1963       | 25 يوليو 1963           |
|             | منظمة حظر الأسلحة الكيميائية  | ?                    | ?                       |
|             | منظمة التجارة العالمية        | ?                    | ?                       |
|             | منظمة الشرطة الجنائية الدولية | ?                    | ?                       |
|             | الأمم المتحدة                 | 18 سبتمبر 1962       | 18 سبتمبر 1990          |

## وصلات خارجية
- موقع وزارة الخارجية الجامايكية